# كريستين ستيوارت
كريستين ستيوارت (بالإنجليزية: Kristen Stewart) هي ممثلة أمريكية من مواليد (9 نيسان 1990)، في لوس أنجلوس، كاليفورنيا حائزة على العديد من الجوائز، منها جائزة الأكاديمية البريطانية للأفلام وجائزة سيزار، بالإضافة إلى ترشيحات لجائزة الأوسكار والغولدن غلوب. ولفتت الانتباه لأول مرة بعمر 12 عامًا لدورها كابنة جودي فوستر في فيلم غرفة الذعر (2002). شاركت لاحقًا في أفلام مثل زذورا مغامرات الفضاء (2005) وإلى البرية (2007)، واكتسبت شهرة عالمية بدور بيلا سوان في سلسلة **The Twilight Saga** (2008-2012)، التي تعد من أكثر السلاسل السينمائية تحقيقًا للأرباح. حصلت ستيوارت على جائزة البافتا للنجم الصاعد في 2010.

## الحياة المبكرة والتعليم
وُلدت كريستين ستيوارت في لوس أنجلوس، كاليفورنيا في 9 أبريل 1990. والدها، جون ستيوارت، مدير مسرح ومنتج تلفزيوني، ووالدتها جولز مان ستيوارت، مشرفة سيناريو ومخرجة أسترالية الأصل. نشأت جولز في كوينزلاند وانتقلت إلى هوليوود في سن 16. لدى كريستين شقيق أكبر يُدعى كاميرون، وشقيقان بالتبني، دانا وتايلور. في 2012، انفصل والداها بعد 27 عامًا من الزواج.
نشأت كريستين في وادي سان فرناندو ودرست في مدارس محلية حتى الصف السابع، ثم أكملت تعليمها عن بعد بسبب انشغالها بالتمثيل. رغم خلفية عائلتها في صناعة الترفيه، كانت تطمح لأن تكون كاتبة أو مخرجة، ولم تكن تسعى إلى الشهرة أو التمثيل.

## مشوارها الفني

### 1999-2002
بدأت كريستين ستيورات في سن العاشرة، عندما مثلت في مسرحية عيد الميلاد في مدرسة ابتدائية. أول دور لها كان قصير جداً في فلم (The Thirteenth Year) الذي عُرض على قناة ديزني. بَعدها لعبتْ دور بطولي في فلم (The Safety of Objects) حيث لعبتْ دور الفتاة المسترجلة من أم وحيده لديها الكثير من المشاكل باتريسيا كلاركسون.

### 2003-2005
كريستين اخدت دور سارة في فلم غرفة الرعب 2003 إلى جانب الممثلة جودي فوستر، حيث جسدت ابنة الأم المطلقة جودي فوستر والمصابة بالسكري. كما ان كريستين حصلت نتائج ايجابية وترشحت لجائزة أفضل أداء Young Artist Awards. بعد نجاح فلم غرفة الرعب لعب كريستين في فلم Cold Creek Manor إلى جانب دنيس كايد وشارون ستون. في 2004 كان لها أول دور بطولي في فلم قبض ذلك الولد بجانب الممثل كوربن بلو وماكس ثيريوت.
بعدها لعب دور ليلى في فلم تيار تحتي (Undertow). في عام 2004 لعبت دور Melinda Sordino في فلم تكلم (speak) استناداً إلى رواية لوري أندرسون. في فلم speak. التقت أثناء تصوير الفيلم مايكل انجرانوا، الذي أصبح رفيقها لسنوات عديدة إلى ان انفصلت عنه في سنة 2009.
في 2005 ظهرت كريستين في فلم (Zathura) بدور ليزا الأخت الكبيرة الغير مسؤولة.الفلم تلقى نقد جيد. بعدها لعبت دور مايا في فلم
اناس شرسة (Fierce People).

### 2007-2008
في 2007 حصلت كريس على دور رئيسي في فلم الرسل (the messengers) الفلم نجح تجاريا. أيضا في 2007 قامت كريس بدور لوسي في فلم في ارض النساء (In the Land of Women) الدرما الرومانسية مع ميغ رايان وأدام برودي. في نفس السنة مثلت كريستين في فلم إلى البرية (into the wild). بعد فلم (into the wild) ظهرت في فلم Jumper وWhat Just Happened هي أيضا نجمة فلم The Cake Eaters وThe Yellow Handkercheif.
في 16 نوفمير 2007 سمت إنترتاينمنت انها ستلعب دور بلا سوان في فيلم الشفق (فيلم) استنادا إلى رواية ستيفاني ماير
القصة تدور حول قصة حب بين فتاة ومصاص دماء.

### 2009-2010
في 2008 قامت كريس بتمثل الجزء الثاني من سلسلة الشفق الذي صدر في 20 نوفمبر 2009 وقد حصد ناجحا تجارياً كما انها حصدت العديد من الجوائز منها جائزة أفضل ممثلة لل mtv movie award 2010. ستيوارت أنهت تصوير فيلم The Runaways مع كل من dakota fanning، Stella Maeve وScout Taylor-Compton والذي يتحدث عن تاريخ أول فرقة فتيات غنائية لموسيقى الروك ظهرت في عام 1975، تم صدور الفيلم في 19 أبريل 2010، ولعبت ستيورات فيه دور المغنية الرئيسية بالفرقة Joan jette، الفيلم لم يلاقَ رواجا كبيرا.
في 2009 انتهى تصوير فلم اكليبس الجزء الثالث من سلسلة الشفق والذي صدر في 30 حزيران 2010.

### 2012-2011
في اوخر 2010 نوفمبربدا تصوير الجزء الرابع والخامس من السلسلة الشهيرة الشفق والذي سيتنهي في أوائل أبريل 2011.
أيضا قامت ستيورات بدور ماري لو في فليم على الطريق إلى جانب سام رايلي وغريت هاندلت، فيجو مورتينسين.
تاريخ الصدور: الشفق: بزوغ الفجر الجزء الأول 18 نوفمبر 2011
تاريخ الصدور: الشفق: بزوغ الفجر الجزء الثاني 14 نوفمبر 2012
لعبت ستيوارت دور بياض الثلج مع كل من تشارليز ثيرون وكريس همسورث وسام كلافلين، تم بدأ تصوير الفليم في 15 أغسطس وصدر في الأول من حزيران 2012.

## الصورة العامة
احتلت كريستين ستيوارت المرتبة السابعة في قائمة AskMen لأفضل 99 امرأة عام 2013، واختارتها مجلة غلامور كالأكثر أناقة في 2012، 2013، و2016. كما حصلت في 2020 على جائزة "ممثلة العقد" من جمعية نقاد هوليوود.

## الحياة الشخصية
تقيم كريستين ستيوارت في لوس أنجلوس. في 2017، صرحت بأنها مزدوجة الميول الجنسية، مشيرة إلى أنه لا يوجد لبس في ذلك، بل هو أمر واضح بالنسبة لها. في 2019، أوضحت أنها تعرضت لنصيحة بعدم إظهار عاطفتها مع شريكتها في الأماكن العامة حتى لا تخسر أدوارًا رئيسية، لكنها رفضت العمل مع أشخاص يفرضون هذه القيود. ستيوارت تعرّف نفسها كنسوية وتعاني من رهاب الخيول.
بدأت حياتها العاطفية مع أنطون يلتشين، ثم واعدت مايكل أنجارانو بين 2005 و2009. في منتصف 2009، ارتبطت عاطفيًا بزميلها في "Twilight" روبرت باتينسون، لكن العلاقة انتهت بعد الكشف عن خيانتها مع المخرج روبرت ساندرز، مما تسبب في تداعيات كبيرة على حياتها العاطفية والمهنية. انفصلت عن باتينسون في 2013.
بعد ذلك، واعدت منتجة المؤثرات البصرية أليشيا كارغيل، ثم المغنية الفرنسية سوكو، قبل العودة إلى كارغيل لفترة قصيرة. في أواخر 2016، دخلت في علاقة مع عارضة الأزياء ستيلا ماكسويل، والتي انتهت في 2018. منذ 2019، كانت على علاقة مع كاتبة السيناريو ديلان ماير، وأعلنت في 2021 عن خططهما المستقبلية.

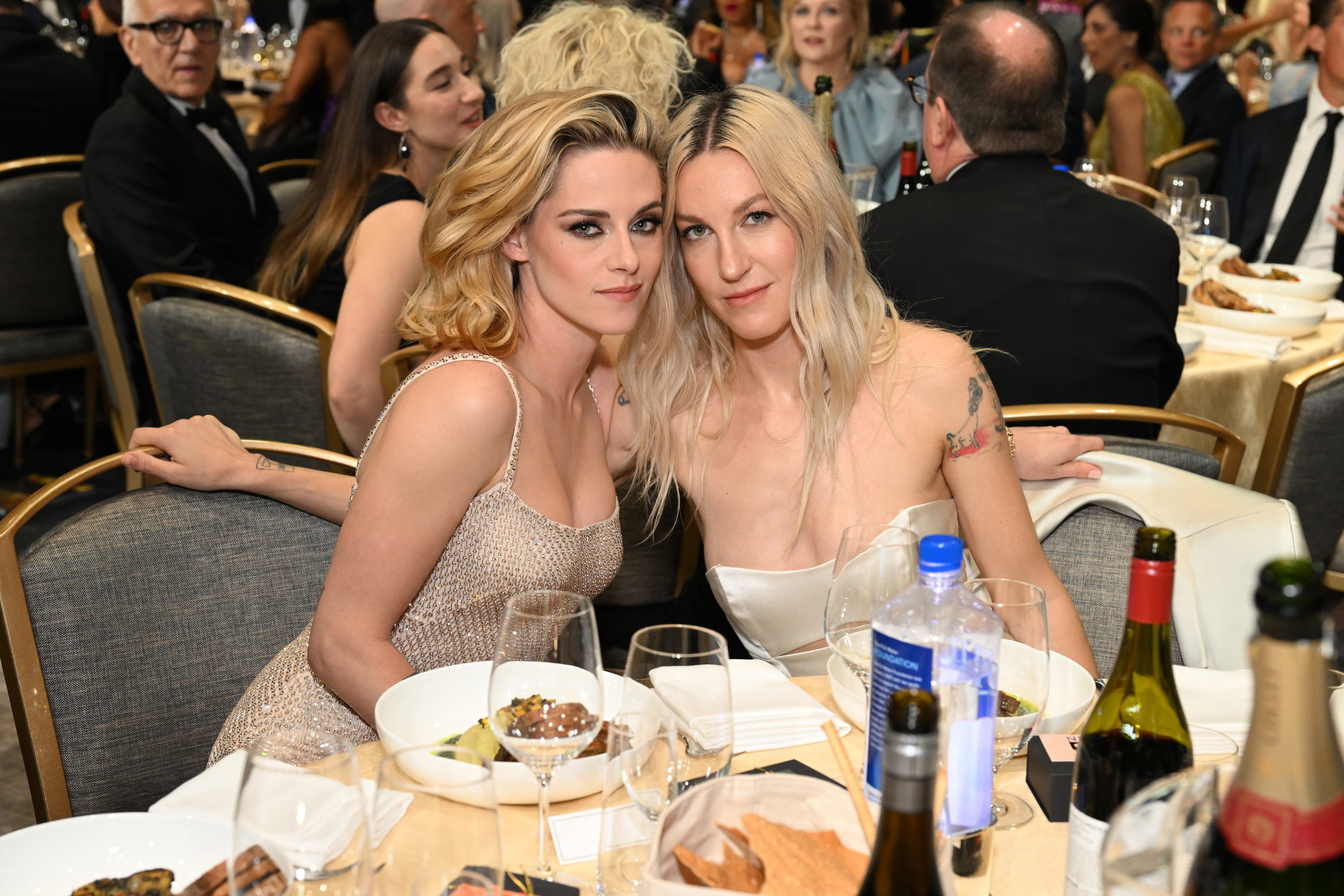
ستيوارت وكاتبة السيناريو ديلان ماير في حفل توزيع جوائز اختيار النقاد السابع والعشرين

## العمل الخيري
في عام 2012، تبرعت كريستين ستيوارت بفستانها من العرض الأول لفيلم ملحمة الشفق: بزوغ الفجر - الجزء 2 لمزاد خيري لصالح صندوق إغاثة ساندي التابع لمؤسسة روبن هود، لدعم المتضررين من إعصار ساندي. في 2016، شاركت في بناء مدرسة في نيكاراجوا مع مؤسسة بيلد أون بهدف توفير بيئة تعليمية آمنة للأطفال والمساهمة في كسر دائرة الفقر. في 2017، جمعت 500,000 دولار لدعم جهود الإغاثة من إعصار ساندي خلال لقاء خيري لمدة 15 دقيقة مع شخصية لم يُكشف عن اسمها.

## الأدوار السينمائية
| العام | العنوان                                             | الدور القائم          | ملحوظة        |
| ----- | --------------------------------------------------- | --------------------- | ------------- |
| 1999  | The Thirteenth Year                                 | فتاة تتظر من اجل اشرب | أول ظهور لها  |
| 2000  | The Flintstones in Viva Rock Vegas                  | فتاة (Ring toss girl) | فلم تلفزيوني  |
| 2001  | The Safety of Objects                               | سام جيننغ             | فيلم تلفزيونى |
| 2002  | غرفة الرعب (فيلم) (panic room)                      | سارة                  | فيلم سينمائي  |
| 2003  | Cold Creek Manor                                    | كريستين تايلسون       | فيلم تلفزيونى |
| 2004  | تكلم (Speak)                                        | ميليندا سوردينوا      | فيلم تلفزيونى |
| 2004  | قبض ذلك الولد                                       | مادي                  | فيلم تلفزيوني |
| 2004  | تيار تحتي (Undertow)                                | ليلا                  | فيلم تلفزيوني |
| 2005  | اناس شرسة (Fierce People)                           | مايا                  | فلم سينيمائي  |
| 2005  | زاثيورا (Zathura)                                   | ليسا                  | فلم تلفزيوني  |
| 2007  | الرسل (The Messengers)                              | جسيكا                 | دور البطولة   |
| 2007  | في أرض النساء (In the Land of Women)                | لوسي هارويك           | دور البطولة   |
| 2007  | اكل الكعك (The Cake Eaters)                         | جورجيا                | دور البطولة   |
| 2007  | إلى البرية (فيلم) (Into the Wild)                   | تريسي تاترو           | فلم سينيمائي  |
| 2007  | Cutlass                                             | روبين الشابة          | فلم قصير      |
| 2008  | جمبر                                                | سوفي                  | فلم سينيمائي  |
| 2008  | ما الذي حدث للتو؟ (فيلم) (What Just Happened)       | زو                    | فيلم سينيمائي |
| 2008  | الشفق (فيلم) (Twilight)                             | بلا سوان              | فلم سينيمائي  |
| 2009  | Adventureland                                       | ايميلي                | فلم سينيمائي  |
| 2009  | ملحمة الشفق: قمر جديد (The Twilight Saga: New Moon) | بلا سوان              | فلم سينيمائي  |
| 2010  | المنديل الأصفر (The Yellow Handkerchief)            | مارتين                | فلم سينيمائي  |
| 2010  | الهاربون (The Runaways)                             | جون جات               | فلم سينيمائي  |
| 2010  | ملحمة الشفق: خسوف (The Twilight Saga: Eclipse)      | بلا سوان              | فلم سينيمائي  |
| 2011  | على الطريق                                          | ماري                  | فلم سينيمائي  |
| 2011  | ملحمة الشفق: بزوغ الفجر الجزء الأول                 | بيلا سوان/كولين       | فلم سينيمائي  |
| 2012  | بياض الثلج والصياد (فيلم)                           | بياض الثلج            | فيلم سينيمانى |
| 2012  | ملحمة الشفق: بزوغ الفجر الجزء الثاني                | بيلا كولين            | فلم سينيمائي  |
| 2015  | أميريكان أولترا (فيلم)                              |                       | فلم سينيمائي  |
| 2016  | بعض النساء                                          | بيث ترافيس            | فلم سينيمائي  |
| 2016  | Café Society                                        | فوني                  |               |
| 2016  | Personal Shopper                                    | مورين                 |               |
| 2016  | Billy Lynn's Long Halftime Walk                     | كاثرين                |               |
| 2018  | Lizzie                                              | بريدجيت سوليفان       |               |
| 2018  | JT LeRoy                                            | سافانا نوب            |               |
| 2019  | Seberg                                              | جان سيبيرج            |               |
| 2019  | Love, Antosha                                       | نفسها                 | وثائقيy       |
| 2019  | Charlie's Angels                                    | سابينا ويلسون         |               |
| 2020  | Underwater                                          | نورا برايس            |               |
| 2020  | Happiest Season                                     | ابي هولاند            |               |
| 2021  | Spencer                                             | ديانا، أميرة ويلز     |               |
| 2022  | Crimes of the Future                                | تعبئة                 |               |
| 2024  | Love Lies Bleeding                                  | لو                    |               |
| 2024  | Love Me                                             | أنا.حياتي.شكل/ديجا    |               |
| 2024  | Sacramento                                          | روزي                  |               |

## الترشيحات والجوائز
| السنة | الفلم (العمل)         | الجائزة                         | فئة                                           | النتائج | النتائج |
| ----- | --------------------- | ------------------------------- | --------------------------------------------- | ------- | ------- |
| 2002  | غرفة الرعب (فيلم)     | Young Artist Awards             | أفضل أداء في فيلم روائي طويل                  | ترشحت   |         |
| 2003  | Cold Creek Manor      | Young Artist Awards             | أفضل أداء في فيلم روائي طويل                  | ترشحت   |         |
| 2004  | Undertow              | Young Artist Awards             | أفضل أداء في فيلم روائي طويل                  | ترشحت   |         |
| 2007  | إلى البرية (فيلم)     | جوائز نقابة ممثلي الشاشة        | لأداء المتميز من قبل الممثلين في فيلم سينمائي | ترشحت   |         |
| 2007  | إلى البرية (فيلم)     | Young Artist Awards             | أفضل أداء في فيلم روائي طويل                  | ترشحت   |         |
| 2008  | الشفق (فيلم)          | MTV Movie Awards                | أفضل أداء ممثلة                               | فازت    |         |
| 2008  | الشفق (فيلم)          | MTV Movie Awards                | أفضل قبلة                                     | فازت    |         |
| 2008  | الشفق (فيلم)          | Scream Awards                   | أفضل ممثلة الخيال                             | فازت    |         |
| 2008  | الشفق (فيلم)          | Scream Awards                   | أفضل فرقة الممثلين                            | ترشحت   |         |
| 2008  | الشفق (فيلم)          | People's Choice Awards          | Favourite On-Screen Team                      | ترشحت   |         |
| 2008  | الشفق (فيلم)          | People's Choice Awards          | الممثلة المفضلة في الفلم                      | ترشحت   |         |
| 2008  | الشفق (فيلم)          | Teen Choice Awards              | أفضل ممثلة دارما                              | ترشحت   | فازت    |
| 2008  | الشفق (فيلم)          | Teen Choice Awards              | أفضل قفل الشفة                                | ترشحت   | فازت    |
| 2009  | Adventureland         | Gotham Awards                   | أفضل تعاون طاقم                               | ترشحت   |         |
| 2009  | ملحمة الشفق: قمر جديد | BAFTA Awards                    | أفضل ممثلة صاعدة                              | ترشحت   | فازت    |
| 2009  | ملحمة الشفق: قمر جديد | Nickelodeon Kids' Choice Awards | الثنائي الجذاب                                | ترشحت   | فازت    |
| 2009  | ملحمة الشفق: قمر جديد | Nickelodeon Kids' Choice Awards | الثنائي الجذاب                                | ترشحت   |         |
| 2009  | ملحمة الشفق: قمر جديد | MTV Movie Awards                | أفضل أداء ممثلة                               | ترشحت   | فازت    |
| 2009  | ملحمة الشفق: قمر جديد | MTV Movie Awards                | أفضل قبلة                                     |         | فازت    |
| 2009  | ملحمة الشفق: قمر جديد | Golden Raspberry Awards         | اسوء ثنائي                                    | ترشحت   |         |
| 2010  | الهاربون              | MTV Movie Awards                | أفضل قبلة                                     | ترشحت   |         |
| 2010  | ملحمة الشفق: قمر جديد | MTV Movie Awards                | أفضل قبلة                                     | فازت    |         |
| 2010  | ملحمة الشفق: قمر جديد | MTV Movie Awards                | أفضل ممثلة                                    | فازت    |         |
| 2010  | ملحمة الشفق: قمر جديد | MTV Movie Awards                | النجمة العالمية                               | ترشحت   |         |
| 2010  | ملحمة الشفق: قمر جديد | Teen Choice Award               | أفضل ممثلة فانتازيا                           | فازت    |         |
| 2010  | ملحمة الشفق: قمر جديد | Teen Choice Award               | أفضل قفل شفة                                  | فازت    |         |
| 2010  | عشوائي                | ELLE Magazine                   | امرأة العام                                   | فازت    |         |
| 2010  | ملحمة الشفق: خسوف     | Teen Choice Award               | أفضل ممثلة لصيف 2010                          | فازت    |         |
| 2010  | عشوائي                | Teen Choice Award               | أفضل كيمياء ثنائي                             | فازت    |         |
| 2010  | عشوائي                | Teen Choice Award               | أفضل كيمياء ثنائي                             | ترشحت   |         |
| 2010  | ملحمة الشفق: خسوف     | scream awards                   | أفضل ممثلة                                    | فازت    |         |
| 2010  | الهاربون              | Teen Choice Award               | أفضل ممثلة دراما                              | ترشحت   |         |
| 2011  | ملحمة الشفق: خسوف     | جائزة اختيار الجمهور            | أفضل ممثلة                                    | فازت    |         |
| 2011  | ملحمة الشفق: خسوف     | جائزة اختيار الجمهور            | أفضل عمل جماعي على الشاشة                     | فازت    |         |
| 2011  | ملحمة الشفق: خسوف     | جائزة التوتة الذهبية            | جائزة اسوء ممثلة واسوء ثنائي                  | ترشحت   |         |
| 2011  | ملحمة الشفق: خسوف     | MTV movie awards                | أفضل ممثلة                                    | فازت    |         |
| 2011  | ملحمة الشفق: خسوف     | MTV movie awards                | أفضل قبلة مع روبرت باتينسون                   | فازت    |         |
| 2011  | ملحمة الشفق: خسوف     | MTV movie awards                | أفضل قبلة مع تايلور لوتنر                     | ترشحت   |         |
| 2011  | ملحمة الشفق: خسوف     | Teen Choice Awards              | أفضل قبلة مع تايلور لوتنر                     | ترشحت   |         |
| 2011  | ملحمة الشفق: خسوف     | Teen Choice Awards              | أفضل قبلة مع روبرت باتينسون                   | ترشحت   |         |
| 2011  | ملحمة الشفق: خسوف     | Teen Choice Awards              | أفضل أداء                                     | ترشحت   |         |

## وصلات خارجية
- كريستين ستيوارت على موقع IMDb (الإنجليزية)
- كريستين ستيوارت على موقع ميتاكريتيك (الإنجليزية)
- كريستين ستيوارت على موقع الموسوعة البريطانية (الإنجليزية)
- كريستين ستيوارت على موقع روتن توميتوز (الإنجليزية)
- كريستين ستيوارت على موقع مونزينجر (الألمانية)
- كريستين ستيوارت على موقع قاعدة بيانات الأفلام العربية
- كريستين ستيوارت على موقع ألو سيني (الفرنسية)
- كريستين ستيوارت على موقع ميوزك برينز (الإنجليزية)
- كريستين ستيوارت على موقع تيرنر كلاسيك موفيز (الإنجليزية)
- كريستين ستيوارت على موقع أول موفي (الإنجليزية)